# Gonozo (Hina)
Pour les articles homonymes, voir Gonozo.
Gonozo (ou Gonogo) est une localité du Cameroun située dans le département du Mayo-Tsanaga et la Région de l'Extrême-Nord. Elle fait partie de la commune de Hina.

## Population
En 1966-1967, Gonozo comptait 292 habitants, pour la plupart des Daba et des Peuls.
Lors du recensement de 2005, elle en comptait 284.

## Infrastructures
Gonozo dispose d'un marché de coton.